# 松本咲
松本 咲（まつもと さき、1994年1月26日 - ）は、日本の女子バスケットボール選手である。福岡県出身。バスケットボール女子日本リーグ機構の日立ハイテク クーガーズ所属。ポジションはC/F。

## 来歴
大野小学校でバスケを始め、大野中学校卒業後、福岡大学附属若葉高等学校を経て、2012年、三菱電機に入社。同年、U-18アジア選手権の日本代表にWリーグより唯一選出されている。
2016年、日立ハイテク クーガーズに移籍。

## 経歴
- 福大若葉高校 - 三菱電機（2012年〜2016年） - 日立ハイテク（2016年～）

## 代表歴
- 2012 U-18アジア選手権日本代表